# Hasarius rufociliatus
Hasarius rufociliatus är en spindelart som beskrevs av Simon 1898. Hasarius rufociliatus ingår i släktet Hasarius och familjen hoppspindlar. Inga underarter finns listade i Catalogue of Life.